# Lampropeltis elapsoides
Lampropeltis elapsoides là một loài rắn trong họ Rắn nước. Loài này được Holbrook mô tả khoa học đầu tiên năm 1838.

## Hình ảnh

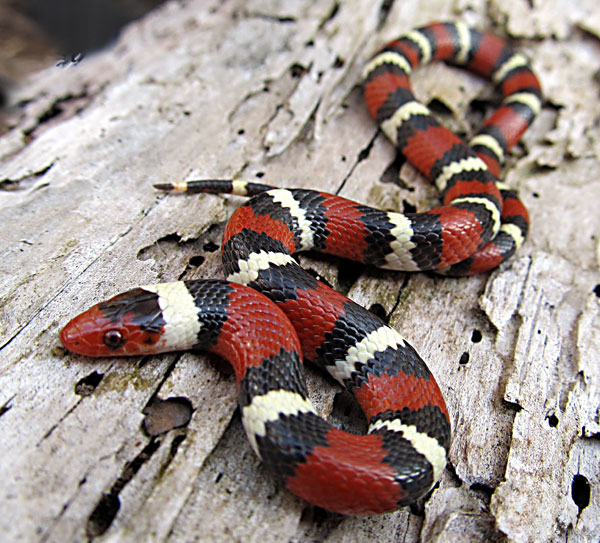
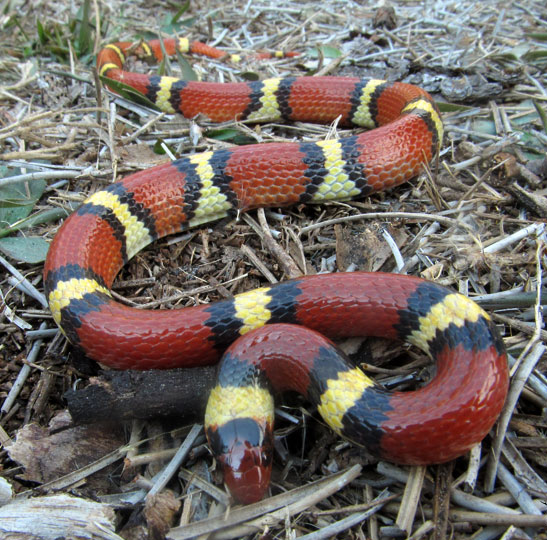
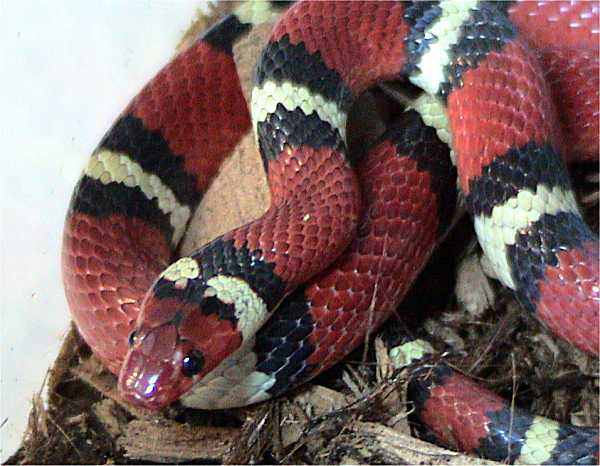